# Lance Dement
Lance D. Dement, ameriški podčastnik in športni strelec, * 20. september 1968, Havaji, ZDA.
Dement je sodeloval na poletnih olimpijskih igrah leta 2000 (strelstvo, zračna puška).
Je član U.S. Army Marksmanship Unit.